# Tulostoma portoricense
Tulostoma portoricense är en svampart som beskrevs av J.E. Wright 1987. Tulostoma portoricense ingår i släktet Tulostoma och familjen Agaricaceae.   Inga underarter finns listade i Catalogue of Life.